# غیث عبدالغنی
غیث عبدالغنی (عربی: غيث عبدالغني؛ زادهٔ ۲۲ دسامبر ۱۹۸۳) یک بازیکن فوتبال اهل عراق است.
وی همچنین در تیم ملی فوتبال عراق بازی کرده است.